# Matthew Connolly
Matthew Connolly (Barnet, 24 settembre 1987) è un ex calciatore inglese, di ruolo difensore.

## Carriera
Ha percorso tutta la trafila delle giovanili nell'Arsenal; nel 2006 venne ceduto in prestito al Bournemouth, mentre la stagione successiva al Colchester United.
Nel 2008 passa a titolo definitivo al Queens Park Rangers nella Football League Championship, campionato che vince nel 2011, ottenendo la promozione in Premier League.

## Palmarès

### Club

#### Competizioni nazionali
- Football League Championship: 1

QPR: 2010-2011